# Libi Sever
Libi Sever (en llatí: Libius Severus) fou emperador romà del 461 al 465.
Havia nascut a Lucània i va deure la seva proclamació a Ricimer que el va elevar després de l'assassinat de Majorià. La proclamació va tenir lloc a Ravenna el 19 o 20 de novembre del 461 i el senat romà va confirmar l'elecció poc després. Abans de la seva proclamació no havia estat mai esmentat però se sap que fou un dels col·laboradors de Majorià.
Del seu regnat no consta cap fet rellevant excepte la condemna d'Agripí al qui després va perdonar (462). No fou reconegut per Lleó, l'emperador oriental. Va seguir completament les indicacions de Ricimer. Va morir a Roma el 15 d'agost del 465 o poc després. Després d'un interregne el va succeir Procopi Antemi (467).

## Els competidors al tron
El general Ricimer feia temps que anhelava el poder, però per la seva ascendència bàrbara sabia que no ho aconseguiria, per tant cercava col·locar al tron un emperador titella que fes el que ell manés; primer ho va provar amb Majorià i no li va sortir com esperava. Ara que Majorià estava mort, Ricimer va provar de col·locar Libi Sever. Hi havia, però altres que desitjaven el mateix lloc. El vàndal Genseric quan va saquejar la ciutat de Roma el 455 s'havia endut la dona de l'emperador Valentinià III i les seves tres filles; després havia casat una de les filles, Eudòxia, amb el seu fill Huneric. Genseric pensava que això li donava dret a optar en la decisió de qui pujaria al tron de l'Imperi d'Occident i va proposar com a candidat a Olibri perquè estava casat amb la filla menor del difunt Valentinià III, Placídia.
Per tal de pressionar el senat perquè acceptessin el seu candidat, Genseric va fer diversos atacs a les costes de la península Itàlica i Sicília, amb l'excusa que el tractat de pau signat amb Majorià ja no era vàlid. Ricimer va enviar una ambaixada a Genseric demanant que respectés el tractat mentre enviava una altra ambaixada a Lleo I demanant-li suport militar per lluitar contra Genseric i recuperar les filles raptades de Valentinià.
Poc després, i malgrat l'amenaça de Genseric, Ricimer va ignorar Olibri i va fer nomenar el senador Libi Sever, una elecció que probablement era del grat de l'aristocràcia itàlica. Sever fou proclamat emperador pel senat el 19 de novembre del 461, a Ravenna.

## Manca de reconeixement

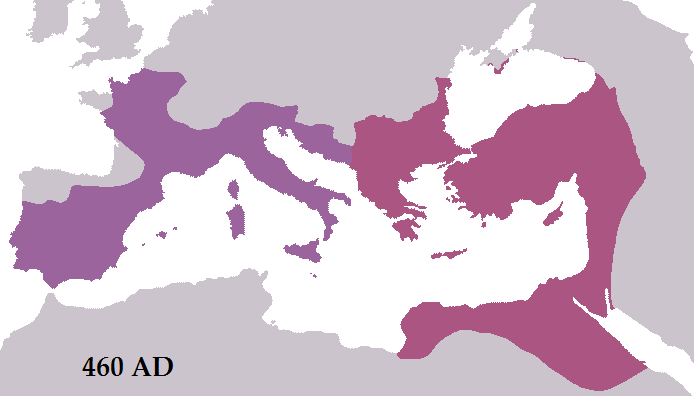
L'Imperi Romà l'any 460,
Occident
Orient que amb Libi Sever va perdre més territoris donant Narbona als visigots el 462.

Els governadors de diverses províncies no el van reconèixer com a emperador: ni Egidi, que controlava la Gàl·lia ni Marcel·lí, que governava Il·líria de forma gairebé autònoma. Tampoc l'emperador romà d'Orient Lleó I el Traci no el va reconèixer; les fonts documentals de l'època consideraven Libi com un usurpador.
Libi Sever tenia por que Marcel·lí, que tenia un poderós exèrcit, s'apoderés d'Itàlia amb el suport de Lleó; però això no va arribar a passar perquè Lleó va enviar Fílarc com a ambaixador per parlar amb Marcel·lí i dissuadir-lo de realitzar aquest atac. Aquest fet és important perquè marca el moment en què Il·líria va passar de la influència de l'Imperi d'Occident cap a la d'Orient.
Per fer oposició a Egidi, Libi Sever va nomenar Agripí en substitució del càrrec que tenia Egidi, magister militum de les Gàl·lies. Durant el regnat de Majorià Agripí havia estat acusat per Egidi de traïció; tot i que es va demostrar la seva culpabilitat i el van condemnar a mort, va ser perdonat, potser per influència de Ricimer. Agripí va demanar suport als visigots i amb el seu ajut i el dels seus aliats francs encapçalats per Khilderic I van lluitar contra Egidi. A canvi el 462 els visigots van rebre la ciutat de Narbona, que els donava accés a la mar Mediterrània i separava Egidi de la resta de l'imperi.
Entre els pocs actes oficials de Libi Sever està el nomenament el 464 d'Arvande com a prefecte pretorià de la Gàl·lia, el qual també més endavant seria acusat per traïció (468).

## Atacs dels vàndals
Els vàndals van continuar atacant la península Itàlica i això perjudicava greument els terratinents romans, que tradicionalment era la base econòmica dels senadors. Libi Sever va escollir un patrici anomenat Taci per suplicar Genseric de fer les paus, però el rei dels vàndals s'hi va negar.

## Relacions amb l'Imperi d'Orient
L'Imperi d'Occident i el d'Orient ja feia uns anys que eren governats com a estats independents, tot i que nominalment es considerava un sol imperi. Tradicionalment cada emperador escollia un cònsol i acceptava l'escollit a l'altra cort. Com que no arribava el reconeixement de la cort d'Orient, Libi Sever es va nomenar ell mateix com a cònsol (l'any 462) i va escollir un membre influent de l'aristocràcia senatorial romana (Caecina Decius Basilius, prefecte pretorià d'Itàlia del 463 al 465) per a l'any següent. Per guanyar-se el suport de la cort romana d'Orient, Libi Sever va decidir no nomenar cap cònsol per als anys 464 i 465 i acceptar els designats per l'emperador d'Orient.

## Mort
Els detalls sobre la mort de Libi Sever no són coneguts, però la majoria dels historiadors actuals creuen que va morir per causes naturals el 465. En un passatge de la Getica, Jordanes va escriure que Libi Sever només va governar durant només tres anys; és probable, no obstant, que es tracti d'un error de càlcul per part d'aquest historiador. La data de la seva mort que consta als Fasti vindobonenses priores és el 15 d'agost, però es va trobar una llei amb el seu nom datada el 25 de setembre; si aquesta llei va ser pòstuma o proclamada en vida de l'emperador és una qüestió de la qual no se sap la resposta.
Cassiodor va escriure al segle vi que la mort de Libi Sever va ser deguda a enverinament provocat per Ricimer, mentre era al seu palau, però tres anys després de la mort de Libi Sever, el poeta Sidoni Apol·linar va escriure que la mort es va deure a causes naturals als 45 anys. Segons els historiadors moderns, Ricimer no tenia motius per matar l'emperador, que feia tot el que ell volia, fins i tot s'han trobat monedes encunyades amb el nom de Libi Sever i l'emblema de Ricimer; l'única possibilitat a favor d'aquesta teoria és que fos un obstacle per la necessària reconciliació amb l'emperador Lleó, ja que sense la seva col·laboració es feia impossible fer front a l'atac dels vàndals.